# De Toppers
De Toppers er en sangtrio fra Nederlandene. Gruppen blev dannet i 2005 af Gerard Joling, Gordon og René Froger, men Gerard Joling var i det meste af 2009 skiftet ud med Jeroen van der Boom. Gerard Joling vendte kort efter tilbage til gruppen. Gordon forlod gruppen i 2012. I februar 2017 blev det annonceret at sangeren Jan Smit blev en del af gruppen.  
De Toppers er berømte for deres store koncerter i Amsterdam Arena. Deres repertoire spænder fra deres egne kompositioner, over musikalske medleys af internationale kunstnere som Tina Turner, George Michael, Michael Jackson og filmmusik til lokale Nederlandske kunstnere og Eurovision klassikkere. Koncerterne har temaer som kærlighed, western, white party mm. og publikum synger med på sangene og ynder at klæde sig ud i overensstemmelse med koncertens tema. 

## Eurovision Song Contest 2009
Gruppen repræsenterede Nederlandene ved Eurovision Song Contest 2009 i Moskva med sangen "Shine". Sangen, der med et glimt i øjet og en meget stereotypisk og plat tekst opfordrede til verdensfred, nåede ikke videre fra sin semifinale. Her fik den kun 11 points, hvor 1 enkelt kom fra Danmark, og hele 10 fra Albanien.

## Toppers in Concert
| Årstid | Formation                                                 | Dato                             | Tema                                           | Visitors | Beliggenhed     |
| ------ | --------------------------------------------------------- | -------------------------------- | ---------------------------------------------- | -------- | --------------- |
| 2005   | René Froger, Gerard Joling, Gordon                        | 13 & 14 Maj                      | Live In The Round                              | 120,000  | Amsterdam ArenA |
| 2006   | René Froger, Gerard Joling, Gordon                        | 26, 27 & 28 Maj                  | The Largest Friendstemple                      | 180,000  | Amsterdam ArenA |
| 2007   | René Froger, Gerard Joling, Gordon                        | 1, 2, 3, 6, 7 & 8 Juni           | Disco & Future                                 | 360,000  | Amsterdam ArenA |
| 2008   | René Froger, Gerard Joling, Gordon                        | 23, 24 & 27 Maj                  | Glitter And Glamour                            | 160,000  | Amsterdam ArenA |
| 2009   | René Froger, Gordon, Jeroen van der Boom                  | 12 & 13 Juni                     | Toppers Anniversary 2009                       | 120,000  | Amsterdam ArenA |
| 2010   | René Froger, Gerard Joling, Gordon, Jeroen van der Boom   | 20, 21 & 22 Maj                  | Welcome To Heaven                              | 180,000  | Amsterdam ArenA |
| 2011   | René Froger, Gerard Joling, Gordon, Jeroen van der Boom   | 27, 28 & 29 Maj                  | The Royal Party For Kings And Queens           | 200,000  | Amsterdam ArenA |
| 2012   | René Froger, Gerard Joling, Jeroen van der Boom           | 17, 18 & 19 Maj                  | The Love Boat Edition                          | 200,000  | Amsterdam ArenA |
| 2013   | René Froger, Gerard Joling, Jeroen van der Boom           | 24, 25 & 26 Maj                  | 1001 Night Edition                             | 204,698  | Amsterdam ArenA |
| 2014   | René Froger, Gerard Joling, Jeroen van der Boom           | 24, 29, 30 & 31 Maj              | 10 Years Toppers Made in Holland               | 270,000  | Amsterdam ArenA |
| 2015   | René Froger, Gerard Joling, Jeroen van der Boom           | 23, 24, 29, 30 & 31 Maj          | Crazy Summer Edition                           | 340,000  | Amsterdam ArenA |
| 2016   | René Froger, Gerard Joling, Jeroen van der Boom           | 13, 14 & 15 Maj                  | Royal Night of Disco                           | 210,000  | Amsterdam ArenA |
| 2016   | René Froger, Gerard Joling, Jeroen van der Boom           | 10, 20, 21, 22, 23 & 24 December | Christmas Party of the Year - 12.5 anniversary | 85,000   | Ahoy Rotterdam  |
| 2017   | René Froger, Gerard Joling, Jeroen van der Boom, Jan Smit | 26 & 27 Maj                      | Wild West, Home Best                           | 132,000  | Amsterdam ArenA |
| 2018   | René Froger, Gerard Joling, Jeroen van der Boom, Jan Smit | 25, 26 & 27 Maj                  | Pretty in Pink, The Circus Edition             | -        | Amsterdam ArenA |

## Diskografi

### Albums
- 2005 : Toppers in concert -  Platim
- 2006 : Toppers in concert 2006 -  Platim
- 2006 : Kerst met De Toppers -  Platim
- 2007 : Toppers in concert 2007 -  Platim
- 2008 : Toppers in concert 2008 -  Platim
- 2009 : Toppers in concert 2009 -  Platim
- 2010 : Toppers in concert 2010 -  Platim
- 2011 : Mega party mix - Volume 1
- 2011 : Toppers in concert 2011 -  Platim
- 2012 : Mega party mix - Volume 2
- 2012 : Toppers in concert 2012 -  Platim
- 2013 : Toppers in concert 2013 -  Guld
- 2014 : Toppers in concert 2014 -  Guld
- 2015 : Toppers in concert 2015 -  Guld
- 2016 : Toppers in concert 2016

### Singles
- 2004 : Live at the ArenA, (Højeste placering: 3)
- 2005 : Over de top!, (Højeste placering: 6)
- 2005 : Toppers party!, (Højeste placering: 32)
- 2006 : Wir sind die Holländer, (Højeste placering: 7)
- 2006 : Toppers Meezing Kerstmedley
- 2007 : Can you feel it?, (Højeste placering: 10)
- 2009 : Shine, (Højeste placering: 2)
- 2009 : Our Night
- 2009 : No One Loves Me Like You
- 2009 : Angel Of The Night
- 2009 : Everybody Can Be A Star
- 2009 : Three Is The Magic Number
- 2011 : Higher
- 2012 : Topper Van Je Eigen Leven
- 2012 : Moves Like Toppers
- 2013 : 1001 Nacht, (Højeste placering: 13)
- 2015 : Wat Ben Je Zonder Vrienden
- 2016 : Een heel gelukkig kerstfeest

### DVDs
- Toppers In Concert 2005 -  Guld / Platim
- Toppers In Concert 2006 -  Guld / Platim
- Toppers In Concert 2007 -  Guld / Platim
- Toppers In Concert 2008 -  Guld / Platim
- Toppers In Concert 2009 -  Guld / Platim
- Toppers In Concert 2010 -  Guld / Platim
- Toppers In Concert 2011 -  Guld / Platim
- Toppers In Concert 2012 -  Guld / Platim
- Toppers In Concert 2013 -  Guld / Platim
- Toppers In Concert 2014 -  Guld
- Toppers In Concert 2015 -  Guld
- Toppers In Concert 2016 -  Platim